# Nicola Dal Verme (de Vermo)
Nicola Dal Verme (de Vermo) (Verona, prima 1198 – Verona, dopo 1252) è stato un giurista, diplomatico e politico italiano.

## Biografia
Primo esponente dei Dal Verme, nobile famiglia di Verona, giurista e diplomatico, figlio un certo Vermis, cittadino veronese attestato nel 1174. Non si sa nulla della sua giovinezza se non che la famiglia è residente a Verona nella zona periferica di porta San Zeno. Fu il primo esponente di rilievo noto della famiglia, che proprio con lui si affermò durevolmente nella classe dirigente cittadina dell'età comunale di Verona ed ezzeliniana e che sembra configurarsi come uno dei casi di affermazione ed ascesa sociale e politica, tipici dell'età comunale.
Qualificato come iudex sin dalla sua prima apparizione alla ribalta politica cittadina, egli appare ben inserito nel gruppo dei causidici ed esperti del diritto che costituiscono un nucleo importante della classe dirigente duecentesca. Attraverso una assidua, cinquantennale presenza nelle magistrature comunali veronesi, radicò su solide basi il prestigio della famiglia attraversando indenne il periodo delle lotte di fazione pre-ezzeliniane ed ezzeliniane.
La prima notizia sul suo conto è del 1198, quando il Comune di Verona stipulò un patto col Comune di Treviso, il Dal Verme era console di giustizia, incarico ricoperto anche nel 1201 e nel 1205. La carriera pubblica del Dal Verme si sviluppò negli anni di consolidamento politico degli Ezzelini. Ma anche quando non occupava specifiche cariche, fu sempre presente, e spesso a comprova del suo prestigio menzionato fra i primi o per primo, fra i causidici che assistevano il podestà di Verona in atti di rilevante importanza: così nel maggio 1200 quando Salinguerra II Torelli sentenziò in una causa fra il patriarca di Aquileia Pellegrino di Ortenburg-Sponheim e il Comune di Treviso, o nel 1201 quando il Consiglio generale di Verona ratificò un provvedimento relativo alla tassazione dei beni ecclesiastici. Il Dal Verme figura nella lista dei consiglieri veronesi anche 1203, quando venne giurato un patto quinquennale con Cremona.
La sua assenza dalle magistrature cittadine nel periodo di supremazia della fazione guelfa dei conti Sambonifacio (1208-2014) è segno probabile della sua adesione, sin da allora, alla famiglia ghibellina dei Montecchi.
Negli anni successivi le presenze e gli incarichi sono reiterati: fu console nel secondo semestre del 1215, come giudice e procuratore del Comune di Verona nel 1217 era a Cerea per rivendicare i diritti del capitolo dei canonici su quel paese (a questi placiti partecipava sempre l'élite della classe dirigente cittadina, milites o giudici) e nello stesso anno rappresentò il Comune ad un atto relativo al controllo di Ostiglia; nel 1220 rappresentò il Monastero di San Michele Arcangelo in Campagna presso l'imperatore Federico II di Svevia; nel 1222, ancora per la giurisdizione su Cerea, si recò a nome del Comune di Verona a Bologna e nel novembre 1225 era nuovamente iudex et procurator comunis Veronae.
Nell'aprile 1226 il Dal Verme fu fra i giuristi veronesi che ratificarono l'adesione della città di Verona (dove da pochi mesi avevano preso il definitivo sopravvento la famiglia ghibellina dei Montecchi alleata con la fazione dei Quattroventi, formata da partigiani della famiglia guelfa dei conti Sambonifacio passati con i Montecchi, capeggiati dal podestà Leone Dalle Carceri favorevoli a Ezzelino III da Romano) alla seconda Lega Lombarda di Mosio al congresso nella Chiesa di San Zenone di Mosio nel mantovano; e dopo questo incarico fu poi deputato alla compilazione degli statuti nuovi del Comune di Verona.
Negli anni del consolidamento ezzeliniano il Dal Verme fu in posizione di rilievo: nel 1229 è menzionato per primo fra i centoquaranta cives che si fecero fideiussori di un prestito per il Comune; nel 1234 e nel 1237 fu ancora console. Dal 1238 appare nei consigli cittadini anche un suo figlio, Vilio. Nel 1252 figura ancora in Consiglio, sempre con il figlio Vilio, ma dovette scomparire di lì a poco.
Lasciava ai discendenti una situazione economica certo agiata, ma soprattutto un saldo inserimento nel ceto dirigente.

## Discendenza
|                          |                          |                          |                          |                          |                          |                          |                          |                               |                               |                               |                               |                               |                               |  |  |                          |                          |                          |                          |                            |                            |                            |                            |                              |                              |                              |                              | Vermis (fl. 1174)            |                              |  |  |  |  |  |  |  |  |           |           |           |           |           |           |  |  |  |  |  |  |  |  |  |  |                     |                     |                     |                     |                     |                     |  |  |
|                          |                          |                          |                          |                          |                          |                          |                          |                               |                               |                               |                               |                               |                               |  |  |                          |                          |                          |                          |                            |                            |                            |                            |                              |                              |                              |                              |                              |                              |  |  |  |  |  |  |  |  |           |           |           |           |           |           |  |  |  |  |  |  |  |  |  |  |                     |                     |                     |                     |                     |                     |  |  |
|                          |                          |                          |                          |                          |                          |                          |                          |                               |                               |                               |                               |                               |                               |  |  |                          |                          |                          |                          |                            |                            |                            |                            |                              |                              |                              |                              |                              |                              |  |  |  |  |  |  |  |  |           |           |           |           |           |           |  |  |  |  |  |  |  |  |  |  |                     |                     |                     |                     |                     |                     |  |  |
|                          |                          |                          |                          | Nicola (fl. 1198 - 1252) | Nicola (fl. 1198 - 1252) | Nicola (fl. 1198 - 1252) | Nicola (fl. 1198 - 1252) | Nicola (fl. 1198 - 1252)      | Nicola (fl. 1198 - 1252)      |                               |                               |                               |                               |  |  |                          |                          |                          |                          | Iacobino (fl. 1203 - 1238) | Iacobino (fl. 1203 - 1238) | Iacobino (fl. 1203 - 1238) | Iacobino (fl. 1203 - 1238) | Iacobino (fl. 1203 - 1238)   | Iacobino (fl. 1203 - 1238)   |                              |                              |                              |                              |  |  |  |  |  |  |  |  | Gambarino | Gambarino | Gambarino | Gambarino | Gambarino | Gambarino |  |  |  |  |  |  |  |  |  |  | Iohannis (fl. 1201) | Iohannis (fl. 1201) | Iohannis (fl. 1201) | Iohannis (fl. 1201) | Iohannis (fl. 1201) | Iohannis (fl. 1201) |  |  |
|                          |                          |                          |                          | Nicola (fl. 1198 - 1252) | Nicola (fl. 1198 - 1252) | Nicola (fl. 1198 - 1252) | Nicola (fl. 1198 - 1252) | Nicola (fl. 1198 - 1252)      | Nicola (fl. 1198 - 1252)      |                               |                               |                               |                               |  |  |                          |                          |                          |                          | Iacobino (fl. 1203 - 1238) | Iacobino (fl. 1203 - 1238) | Iacobino (fl. 1203 - 1238) | Iacobino (fl. 1203 - 1238) | Iacobino (fl. 1203 - 1238)   | Iacobino (fl. 1203 - 1238)   |                              |                              |                              |                              |  |  |  |  |  |  |  |  | Gambarino | Gambarino | Gambarino | Gambarino | Gambarino | Gambarino |  |  |  |  |  |  |  |  |  |  | Iohannis (fl. 1201) | Iohannis (fl. 1201) | Iohannis (fl. 1201) | Iohannis (fl. 1201) | Iohannis (fl. 1201) | Iohannis (fl. 1201) |  |  |
|                          |                          |                          |                          |                          |                          |                          |                          |                               |                               |                               |                               |                               |                               |  |  |                          |                          |                          |                          |                            |                            |                            |                            |                              |                              |                              |                              |                              |                              |  |  |  |  |  |  |  |  |           |           |           |           |           |           |  |  |  |  |  |  |  |  |  |  |                     |                     |                     |                     |                     |                     |  |  |
| Vilio (fl. 1238 - 1252)  | Vilio (fl. 1238 - 1252)  | Vilio (fl. 1238 - 1252)  | Vilio (fl. 1238 - 1252)  | Vilio (fl. 1238 - 1252)  | Vilio (fl. 1238 - 1252)  |                          |                          | Bonaventura (fl. 1253 - 1260) | Bonaventura (fl. 1253 - 1260) | Bonaventura (fl. 1253 - 1260) | Bonaventura (fl. 1253 - 1260) | Bonaventura (fl. 1253 - 1260) | Bonaventura (fl. 1253 - 1260) |  |  | Ventura (fl. 1243)       | Ventura (fl. 1243)       | Ventura (fl. 1243)       | Ventura (fl. 1243)       | Ventura (fl. 1243)         | Ventura (fl. 1243)         |                            |                            | Trinitello (fl. 1238 - 1272) | Trinitello (fl. 1238 - 1272) | Trinitello (fl. 1238 - 1272) | Trinitello (fl. 1238 - 1272) | Trinitello (fl. 1238 - 1272) | Trinitello (fl. 1238 - 1272) |  |  |  |  |  |  |  |  |           |           |           |           |           |           |  |  |  |  |  |  |  |  |  |  |                     |                     |                     |                     |                     |                     |  |  |
| Vilio (fl. 1238 - 1252)  | Vilio (fl. 1238 - 1252)  | Vilio (fl. 1238 - 1252)  | Vilio (fl. 1238 - 1252)  | Vilio (fl. 1238 - 1252)  | Vilio (fl. 1238 - 1252)  |                          |                          | Bonaventura (fl. 1253 - 1260) | Bonaventura (fl. 1253 - 1260) | Bonaventura (fl. 1253 - 1260) | Bonaventura (fl. 1253 - 1260) | Bonaventura (fl. 1253 - 1260) | Bonaventura (fl. 1253 - 1260) |  |  | Ventura (fl. 1243)       | Ventura (fl. 1243)       | Ventura (fl. 1243)       | Ventura (fl. 1243)       | Ventura (fl. 1243)         | Ventura (fl. 1243)         |                            |                            | Trinitello (fl. 1238 - 1272) | Trinitello (fl. 1238 - 1272) | Trinitello (fl. 1238 - 1272) | Trinitello (fl. 1238 - 1272) | Trinitello (fl. 1238 - 1272) | Trinitello (fl. 1238 - 1272) |  |  |  |  |  |  |  |  |           |           |           |           |           |           |  |  |  |  |  |  |  |  |  |  |                     |                     |                     |                     |                     |                     |  |  |
| Nicola (fl. 1279 - 1293) | Nicola (fl. 1279 - 1293) | Nicola (fl. 1279 - 1293) | Nicola (fl. 1279 - 1293) | Nicola (fl. 1279 - 1293) | Nicola (fl. 1279 - 1293) |                          |                          |                               |                               |                               |                               |                               |                               |  |  | Nicola (fl. 1268 - 1282) | Nicola (fl. 1268 - 1282) | Nicola (fl. 1268 - 1282) | Nicola (fl. 1268 - 1282) | Nicola (fl. 1268 - 1282)   | Nicola (fl. 1268 - 1282)   |                            |                            | Nicola (fl. 1282)            | Nicola (fl. 1282)            | Nicola (fl. 1282)            | Nicola (fl. 1282)            | Nicola (fl. 1282)            | Nicola (fl. 1282)            |  |  |  |  |  |  |  |  |           |           |           |           |           |           |  |  |  |  |  |  |  |  |  |  |                     |                     |                     |                     |                     |                     |  |  |

Dei fratelli di Nicola, si sa appena il nome o qualche incarico, come per Gambarino o Iohannis de Vermo, causidico sembra attestato nel 1201; il fratello Iacobino figura dal 1203 al 1238 tra i consiglieri del Comune di Verona, dei figli di costui, Ventura fu console nel 1243 e Trinitello fu console nel 1238 e nel 1272.
Nicola si sposa con una donna N.N. dalla quale ebbe due figli:
- Vilio, console di Verona, dal 1238 al 1252 appare consecutivamente nei consigli cittadini assieme al padre; ebbe tre figli:
  - Nicola, uomo d'arme e giurista, politico e diplomatico negli anni di consolidamento politico della signoria scaligera;
  - Castellana;
  - Zilia, sposata ad un eminente giudice veronese, Enrico de Bella.
- Bonaventura (+ Verona 1260 ca.), stretto collaboratore di Ezzelino III da Romano, compare quale testimone il 28 marzo del 1253 all'atto di cessione, con cui Ezzelino da Romano dopo aver comprato dal conte Riprando d'Arco signore di Arco la metà del Castello di Dosso Maggiore e del Castello di Arco, ne investì a titolo di feudo Sodegerio da Tito, podestà di Trento. Compare come membro del Consiglio Minore veronese nel 1254 e nel 1257 fu eletto da Ezzelino quale Podestà di Cerea fino al 1258, dove nel seguente anno gli fu successore Mastino I della Scala, elevato nel 1262 alla signoria di Verona.